# アダム・ロサレス
アダム・M・ロサレス（Adam M. Rosales, 1983年5月20日 - ）は、アメリカ合衆国イリノイ州クック郡パークリッジ出身の元プロ野球選手（内野手）。右投右打。愛称はロジー（Rosie）。

## 経歴

### プロ入り前
メキシコ系アメリカ人の家系に生まれ、メイン・サウス高等学校、西ミシガン大学と進学した。

### プロ入りとレッズ時代

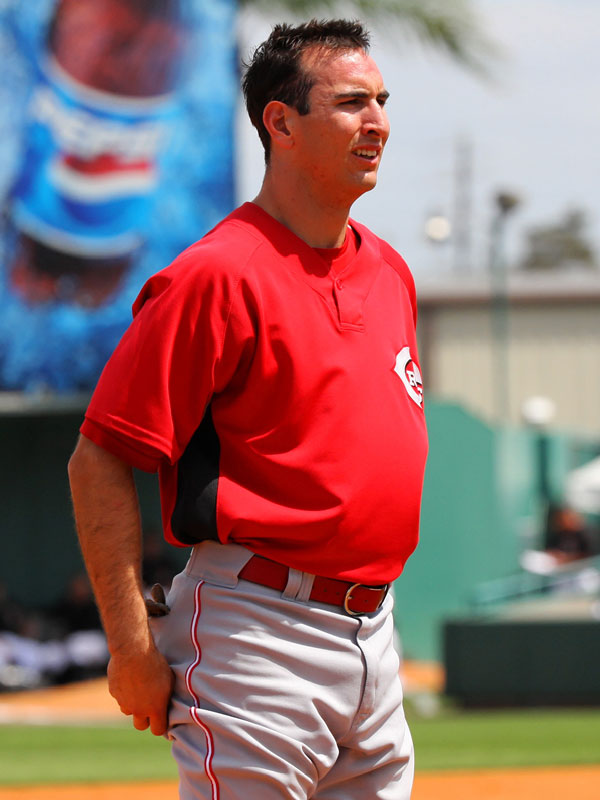
シンシナティ・レッズでの現役時代
(2009年)

2005年のMLBドラフト12巡目（全体362位）でシンシナティ・レッズから指名され、6月9日に契約した。
2008年8月9日のヒューストン・アストロズ戦で代打としてメジャー初出場。その後も負傷したジェリー・ヘアストン・ジュニアの代役として試合に出場した。
2009年シーズンは傘下のAAA級ルイビル・バッツで開幕を迎えたが、4月28日に故障者リスト入りしたエドウィン・エンカーナシオンに代わって昇格した。

### アスレチックス時代

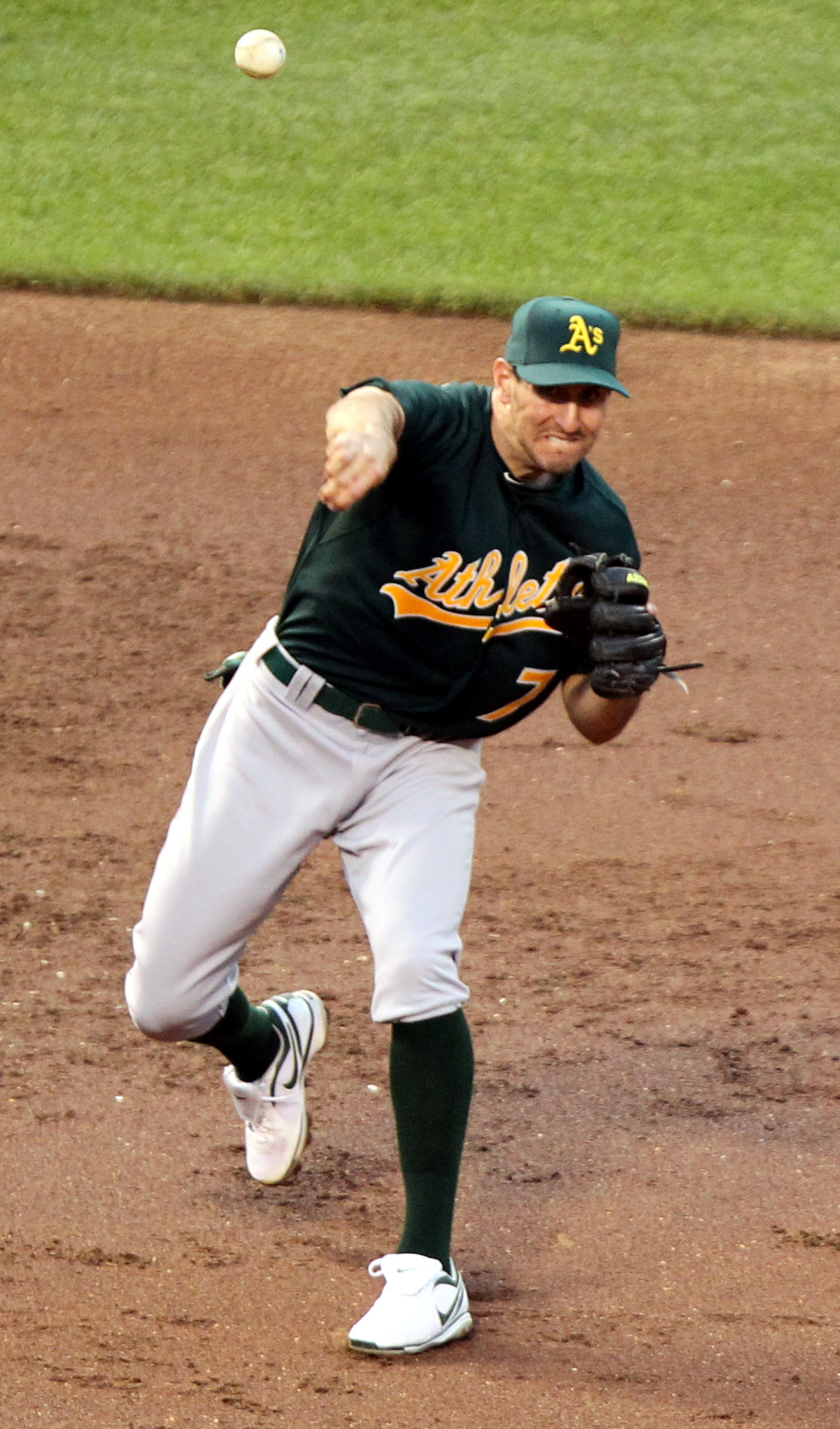
オークランド・アスレチックスでの現役時代
(2011年6月6日)

2010年2月1日にアーロン・マイルズとのトレードで、ウィリー・タベラスと共にオークランド・アスレチックスへ移籍した。
2013年7月31日にDFAとなった。

### レンジャーズ時代
2013年8月2日にウェイバー公示を経てテキサス・レンジャーズへ移籍したが、5日にDFAとなった。8月8日にウェイバー公示を経てアスレチックスに復帰するが、10日に再びDFAとなり、ネルソン・クルーズが禁止薬物使用で50試合出場停止となった影響で、12日にウェイバー公示を経てレンジャーズが再びロサレスを獲得した。そのため、わずか10日間で3度もDFAを受ける形となった。
2014年3月30日にDFAとなり、4月2日にマイナー契約で傘下のAAA級ラウンドロック・エクスプレスへ降格した。降格後はAAA級ラウンドロックで72試合に出場し、6月30日に再びレンジャーズとメジャー契約を結んだ。この年は56試合に出場して打率.262、4本塁打、19打点、4盗塁を記録した。オフの12月2日にノンテンダーFAとなった。
2015年1月5日にレンジャーズと90万ドルの1年契約で再契約した。5月9日のタンパベイ・レイズ戦では、二塁走者だったアズドルバル・カブレラが二塁への牽制に対してスライディングしセーフとなったが、この際に二塁手だったロサレスが膝で塁を塞いでいたため、これに激高しカブレラに胸を両手で押された。これに両軍総出の一触即発の場面となったが事態が収まった後に、ベース上でロサレスがカブレラに謝罪し事なきを得た。8月19日にDFAとなり、23日に自由契約となった。

### パドレス時代
2016年1月1日にサンディエゴ・パドレスとマイナー契約を結んだ。4月3日にメジャー契約を結び、開幕をメジャーで迎えた。オフにFAとなった。

### アスレチックス復帰
2017年1月25日にアスレチックスと1年契約を結んだ。

### ダイヤモンドバックス時代
2017年7月31日にジェファーソン・メヒアとのトレードで、アリゾナ・ダイヤモンドバックスへ移籍した。オフの11月2日にFAとなった。

### インディアンス時代
2018年2月1日にフィラデルフィア・フィリーズとマイナー契約を結んで同年のスプリングトレーニングに招待選手として参加することになったが、3月23日に自由契約となった。
その後、3月27日にクリーブランド・インディアンスとマイナー契約を結んだ。シーズンでは傘下のAAA級コロンバス・クリッパーズでプレーし、114試合に出場して打率.239、18本塁打、61打点、3盗塁を記録した。9月4日にメジャー契約を結んでアクティブ・ロースター入りした。この年メジャーでは13試合に出場して打率.211、1本塁打、2打点を記録した。オフの10月29日にFAとなった。

### ツインズ傘下時代
2019年2月8日にミネソタ・ツインズとマイナー契約を結んで同年のスプリングトレーニングに招待選手として参加することになった。3月22日に自由契約となったが、3月28日に再びマイナー契約を結んだ。シーズンでは開幕から傘下のAAA級ロチェスター・レッドウイングスでプレーした。

### インディアンス傘下時代
2019年5月4日に金銭トレードで、インディアンスへ移籍した。移籍後はAAA級コロンバスでプレーし、移籍前を含めた2球団合計で76試合に出場して打率.210、7本塁打、26打点、1盗塁を記録した。オフの11月4日にFAとなった。

### 引退後
2019年11月5日にアスレチックス傘下のマイナーのコーチへの就任が報じられた。

## プレースタイル
捕手を除く内野の4ポジションと左翼も守ったことがある様に典型的なユーティリティプレイヤー。2015年6月26日のトロント・ブルージェイズ戦、同年7月28日のニューヨーク・ヤンキース戦では投手としても出場した。
本塁打を打った後に全力疾走に近いスピードで塁を一周して帰って来るのも特徴的だった。

## 詳細情報

### 年度別打撃成績
| 年 度     | 球 団     | 試 合 | 打 席 | 打 数 | 得 点 | 安 打 | 二 塁 打 | 三 塁 打 | 本 塁 打 | 塁 打 | 打 点 | 盗 塁 | 盗 塁 死 | 犠 打 | 犠 飛 | 四 球 | 敬 遠 | 死 球 | 三 振 | 併 殺 打 | 打 率 | 出 塁 率 | 長 打 率 | O P S |
| --------- | --------- | ----- | ----- | ----- | ----- | ----- | -------- | -------- | -------- | ----- | ----- | ----- | -------- | ----- | ----- | ----- | ----- | ----- | ----- | -------- | ----- | -------- | -------- | ----- |
| 2008      | CIN       | 18    | 30    | 29    | 0     | 6     | 1        | 0        | 0        | 7     | 2     | 1     | 0        | 0     | 0     | 1     | 0     | 0     | 4     | 0        | .207  | .233     | .241     | .475  |
| 2009      | CIN       | 87    | 266   | 230   | 23    | 49    | 10       | 1        | 4        | 73    | 19    | 1     | 2        | 2     | 3     | 26    | 0     | 5     | 46    | 2        | .213  | .303     | .317     | .620  |
| 2010      | OAK       | 80    | 279   | 255   | 31    | 69    | 8        | 2        | 7        | 102   | 31    | 2     | 2        | 2     | 2     | 19    | 0     | 1     | 65    | 1        | .271  | .321     | .400     | .721  |
| 2011      | OAK       | 24    | 68    | 61    | 5     | 6     | 0        | 0        | 2        | 12    | 8     | 0     | 0        | 0     | 2     | 4     | 0     | 1     | 13    | 4        | .098  | .162     | .197     | .358  |
| 2012      | OAK       | 42    | 111   | 99    | 12    | 22    | 5        | 0        | 2        | 33    | 8     | 0     | 0        | 0     | 1     | 11    | 1     | 0     | 24    | 4        | .222  | .297     | .333     | .631  |
| 2013      | OAK       | 51    | 154   | 136   | 11    | 26    | 5        | 0        | 4        | 43    | 8     | 0     | 0        | 4     | 0     | 10    | 1     | 4     | 31    | 4        | .191  | .267     | .316     | .583  |
| 2013      | TEX       | 17    | 12    | 11    | 4     | 2     | 0        | 0        | 1        | 5     | 4     | 0     | 0        | 0     | 1     | 0     | 0     | 0     | 3     | 0        | .182  | .167     | .455     | .621  |
| '13計     | TEX       | 68    | 166   | 147   | 15    | 28    | 5        | 0        | 5        | 48    | 12    | 0     | 0        | 4     | 1     | 10    | 1     | 4     | 34    | 4        | .190  | .259     | .327     | .586  |
| 2014      | TEX       | 56    | 181   | 164   | 20    | 43    | 7        | 0        | 4        | 62    | 19    | 4     | 2        | 0     | 0     | 13    | 0     | 3     | 42    | 5        | .262  | .328     | .378     | .706  |
| 2015      | TEX       | 53    | 125   | 114   | 14    | 26    | 4        | 0        | 3        | 39    | 7     | 4     | 4        | 0     | 0     | 10    | 0     | 1     | 30    | 4        | .228  | .296     | .342     | .638  |
| 2016      | SD        | 105   | 248   | 214   | 37    | 49    | 12       | 3        | 13       | 106   | 35    | 4     | 0        | 0     | 4     | 29    | 2     | 1     | 88    | 2        | .229  | .319     | .495     | .814  |
| 2017      | OAK       | 71    | 223   | 205   | 15    | 48    | 11       | 0        | 4        | 71    | 27    | 1     | 1        | 3     | 3     | 10    | 0     | 2     | 66    | 2        | .234  | .273     | .346     | .619  |
| 2017      | ARI       | 34    | 89    | 84    | 10    | 17    | 5        | 0        | 3        | 31    | 9     | 0     | 1        | 1     | 1     | 1     | 1     | 2     | 34    | 4        | .202  | .227     | .369     | .596  |
| '17計     | ARI       | 105   | 312   | 289   | 25    | 65    | 16       | 0        | 7        | 102   | 36    | 1     | 2        | 4     | 4     | 11    | 1     | 4     | 100   | 6        | .225  | .260     | .353     | .613  |
| 2018      | CLE       | 13    | 21    | 19    | 4     | 4     | 1        | 0        | 1        | 8     | 2     | 0     | 0        | 1     | 0     | 1     | 0     | 0     | 5     | 0        | .211  | .250     | .421     | .671  |
| MLB：11年 | MLB：11年 | 651   | 1807  | 1621  | 186   | 367   | 69       | 6        | 48       | 592   | 179   | 17    | 12       | 13    | 17    | 135   | 5     | 20    | 451   | 32       | .226  | .291     | .365     | .656  |

### 背番号
- 60（2008年）
- 23（2009年）
- 7（2010年 - 2011年）
- 17（2012年 - 2013年）
- 9（2014年 - 2016年、2017年8月1日 - 同年終了）
- 16（2017年 - 2017年7月30日）
- 32（2018年）